# Sturmwind II
Sturmwind II (niem. Wicher II) – niemiecka akcja przeciwpartyzancka przeprowadzona w dniach 16–25 czerwca 1944 w lasach Puszczy Solskiej (bitwa w Puszczy Solskiej).
Przeprowadzono ją po fiasku operacji Sturmwind I w Lasach Janowskich. Jej zasadniczym celem było zniszczenie niezwykle licznych na tym terenie polskich i sowieckich oddziałów partyzanckich, które paraliżowały niemiecką komunikację i niemalże całkowicie kontrolowały sytuację na terenie lasów, w takich miejscowościach jak Józefów Biłgorajski czy Aleksandrów. Partyzanci stanowili zagrożenie również dla Niemców w dużych miastach – np. w Biłgoraju przeprowadzili wiele akcji dywersyjnych i sabotażowych; poza tym komunikację z tym miastem okupanci musieli utrzymywać przez wysyłanie silnie bronionych konwojów czy nawet lotnictwa. Liczne oddziały partyzanckie na tych terenach były efektem niemieckiego terroru, który na Zamojszczyźnie przybierał największe rozmiary w skali kraju i Europy.
W 1944 r. tysiące partyzantów zgrupowanych na terenie tych obszarów leśnych zaczęły stanowić ogromne niebezpieczeństwo dla wojsk niemieckich, które musiały się tędy wycofywać pod naporem Armii Czerwonej. Poza tym liczne niemieckie jednostki zaangażowane w ich zwalczanie mogły mieć bardzo dużą wartość na froncie. W tej sytuacji hitlerowcy powzięli zamiar całkowitej likwidacji oddziałów partyzanckich na Zamojszczyźnie. w dniach 9–15 czerwca 1944 zorganizowali akcję Sturmwind I, w której okrążyli partyzantów na terenie Lasów Janowskich; jednakże ci uniknęli zniszczenia dzięki zwycięskiej bitwie na Porytowym Wzgórzu i wycofaniu sił do Puszczy Solskiej.
Od 16 czerwca 1944 hitlerowcy rozpoczęli akcję Sturmwind II, która była kontynuacją Sturmwind I na terenie południowej i wschodniej Biłgorajszczyzny. Do 15 czerwca 1944 okrążona została niemal cała Puszcza Solska przy pomocy olbrzymich sił SS, gestapo i Wehrmachtu – razem ok. 30 tys. ludzi zgrupowanych w następujących jednostkach:
- 154 dywizja rezerwowa
- 174 dywizja rezerwowa
- część 213 dywizji ochronnej
- zgrupowanie kawalerii kałmuckiej dra Dolla
- oddział lotniczy 4 Flota Powietrzna
- 115 pułk strzelców krajowych
- 965 batalion ochrony
- 966 batalion ochrony
- pododdziały 4 armii pancernej[2]. Dowodzenie nad całą operacją sprawował dowódca Okręgu Wojskowego Generalnego Gubernatorstwa gen. Haenicke.

Wewnątrz niemieckiego okrążenia znajdowały się zgrupowania partyzantów:
- przegrupowane po walkach z lasów janowskich oddziały partyzanckie,
- bazujące w Puszczy Solskiej zgrupowanie AK i BCh pod dowództwem mjr Edwarda Markiewicza ps. „Kalina” – ok. 800 ludzi
- zgrupowanie AL – ok. 800 ludzi
- zgrupowanie radzieckich oddziałów rajdowych rozpoznawczo-dywersyjnych B. Szangina, G. Kowalowa i S. Czyżowa – ok. 3000 ludzi.

Łącznie ok. 5 tys. partyzantów, w tym: AL – 800, AK – 800, BCh – 400.
Do 20 czerwca Niemcy przeczesali lasy na wschód od linii kolejowej Zwierzyniec – Susiec i na południe od rz. Tanwi. W dniu 21 czerwca 1944 po ostrzale artyleryjskim lasów Puszczy Niemcy ruszyli w głąb zgrupowania partyzanckiego. Niemieckie okrążenie przebiegało na linii Tarnogród – Susiec – Krasnobród – Zwierzyniec – wschodnia część Biłgoraja tworząc wielokąt o rozmiarach ok. 30 na 45 km i szybko zaczęło się zacieśniać. Główne uderzenie niemieckie skierowane było na północny obszar leśny, gdzie skoncentrowane były oddziały AK i BCh, w nocy dotarło tam zgrupowanie AL pod dowództwem kpt. Borkowskiego. Zgrupowanie AK i BCh pod naciskiem Niemców wycofało się do południowego obszaru Puszczy. Zgrupowanie AL podjęło walkę. Jeszcze tego samego dnia linia okrążenia po stronie wschodniej przesunęła się do miasteczka Józefów Biłgorajski leżącego w głębi lasów, a po stronie południowej do Osuch. Partyzanci w głębi kotła podjęli próby wydostania się. Nocą 22 czerwca żołnierze AL w rejonie Górecka Kościelnego przełamali niemieckie linie i opuścili zagrożony teren, jednakże w zażartych walkach byli niemal zdziesiątkowani. W nocy z 22 na 23 partyzanci radzieccy uderzyli na Niemców w rejonie Hamerni, lecz nie udało im się przełamać okrążenia. Z niebezpiecznego terenu wyszli w nocy z 23 na 24 między wsiami Borowiec i Huta Różaniecka, kierując się na Karpaty.
Tymczasem dowódca AKowców mjr Edward Markiewicz licząc na to, że Niemcy nie odważą się na penetrację dziewiczych obszarów Puszczy wydał swoim żołnierzom rozkaz cofania się w głąb lasów. Podobnie zaczęli czynić mieszkańcy śródleśnych wiosek, którzy opuszczali swoje domy i chronili się w lasach. Wbrew oczekiwaniom Markiewicza hitlerowcy coraz mocniej zaciskali pierścień okrążenia tak, że w dniu 24 czerwca AKowcy i Bechowcy znaleźli się na zalesionym, mocno bagnistym terenie w widłach rzek Tanew i Sopot, a linia okrążenia tworzyła prostokąt o wymiarach ledwie 6 na 4 km. Partyzanci po kilku dniach i nocach ciągłych przemarszów na trudnym terenie Puszczy byli całkowicie wyczerpani, brakowało im zaopatrzenia, wielu nie wytrzymywało psychicznie. Mjr Markiewicz widząc jak fatalną podjął decyzję, przeżył załamanie nerwowe. W nocy z 23 na 24 sztab polskich oddziałów zniszczył wszystkie dokumenty. Nad ranem 24 czerwca major przekazał dowodzenie dotychczasowemu zastępcy rtm. Mieczysławowi Rakoczemu ps. „Miecz”, po czym oddalił się i zaginął – według niektórych źródeł popełnił samobójstwo. Jego zwłoki odnaleziono później.
Rtm. Rakoczy po kilku godzinach dowodzenia przekazał je por. Konradowi Bartoszewskiemu, który nakreślił plan wydostania się z okrążenia. Zakładał on uderzenie na niemieckie pozycje wzdłuż linii rzeki Sopot, a po przełamaniu ich szybki odmarsz w kierunku Biłgoraja w celu oderwania się od nieprzyjaciela. Plan ten został wcielony w życie nocą 25 czerwca 1944 na odcinku Fryszarka – Osuchy i zakończył się niemal kompletną klęską partyzantów, którzy wycieńczeni przemarszami w głębi Puszczy nie mieli szans z doskonale wyszkolonym, wypoczętym i uzbrojonym, liczniejszym przeciwnikiem. Z okrążenia wydostał się jedynie oddział Bartoszewskiego, pozostali partyzanci zostali wewnątrz kotła. Śmierć poniósł m.in. Józef Stegliński ps. „Cord”, komendant Rejonu AK Biłgoraj.
Partyzanci pozostali wewnątrz okrążenia zostali przez Niemców schwytani i wywiezieni do obozów koncentracyjnych, wielu zmarło z wycieńczenia, zostało zamordowanych bądź zginęło podczas prób ukrycia się przed penetrującymi las hitlerowcami.
Dziś wiele kontrowersji budzi sprawa porozumienia między oddziałami AK i BCh a oddziałami radzieckimi. Istnieje wiele wersji na ten temat – popularna dawniej mówi o tym, że oddziały radzieckie zaproponowały Polakom wspólne wyjście z kotła, lecz „Kalina” się na to nie zgodził, gdyż oznaczało to podporządkowanie się Rosjanom. Druga mówi o tym, że Polacy nie chcieli porozumienia z Rosjanami dlatego, że ci mieli zamiar szybko opuścić tereny Zamojszczyzny, pozostawiając terroryzowaną przez okupanta ludność na łaskę losu. Kolejna wersja mówi o tym, że mjr „Kalina” został przez Niemców przekupiony i specjalnie wydał rozkaz cofania się w głąb Puszczy, aby hitlerowcy mogli odnieść zwycięstwo, jednakże to jest uważane za absurd. Pewną rzeczą jest jedynie to, że 23 czerwca doszło do spotkania między przedstawicielami dowództwa zgrupowania AK i BCh, a dowództwem zgrupowania radzieckiego, na którym nie ustalono wspólnej akcji wydostania się z okrążenia. Niektórzy domniemywają, że winni temu są Rosjanie, którzy nie chcieli pomagać uratować się „polskim reakcjonistom”.
Po dwutygodniowych ciężkich walkach oddziały polskie i sowieckie wiązały trzy dywizje Wehrmachtu i szereg oddziałów policyjnych. Walki te toczyły się w „przeddzień” operacji Bagration rozpoczętej na Białorusi 22 czerwca 1944 r. Odciągnęło to ze strategicznego dla Hitlera teatru działań trzy dywizje i nie przyniosło sukcesu. Większość oddziałów partyzanckich, mimo dużych strat, wyszła z okrążenia i kontynuowała dalsze walki.
Walki w lasach janowskich i puszczy solskiej zostały upamiętnione na jednej z tablic na Grobie Nieznanego Żołnierza w Warszawie napisem po 1990 roku napisem „LASY JANOWSKIE I PUSZCZA SOLSKA 9 – 25 VI 1944”.